# Набережная Ганнушкина
На́бережная Га́ннушкина  — набережная по левому берегу реки Яузы, в Восточном административном округе города Москвы на территории района Преображенское. 

## Происхождение названия и история
Прежнее название: Потешная набережная — по Потешной улице.
На набережной находится Московская городская клиническая психиатрическая больница имени П. Б. Ганнушкина (Потешная улица, 3). Открыта в 1904 году, как Ко́товская часть Преображенской больницы (психиатрической больницы № 3). На её территории также находятся: Московский НИИ психиатрии и Федеральный научно-методический центр суицидологии.
Современное название дано 25 ноября 1976 года в память о П. Б. Ганнушкине (1875—1933) — враче-психиатре, создателе службы психиатрической помощи, авторе концепции малой психиатрии. Он разработал учение о патологических характерах и предложил их классификацию: циклоиды, астеники, неустойчивые, антисоциальные, конституционально-глупые. Также были описаны дополнительные подгруппы: депрессивные, возбудимые, эмоционально-лабильные, неврастеники, психастеники, мечтатели, фанатики, патологические лгуны. Ганнушкин также занимался экспериментальным исследованием гипноза. Инициатор развития внебольничной психиатрической помощи. Под руководством П. Б. Ганнушкина в СССР начала создаваться система психоневрологических диспансеров как новая форма внебольничной помощи психически больным.
В ноябре 2020 года улица была продлена за счёт Проектируемого проезда № 1888 до проспекта Ветеранов.

## Описание
Пролегает между Преображенской улицей и проспекта Ветеранов. На юге, после Матросского моста переходит в Преображенскую набережную; на севере, после Глебовского моста улицы Богородский Вал, за Оленьим мостом выходит на проспект Ветеранов. В середине, рядом с Преображенским метромостом, справа примыкает выезд с Потешной улицы.

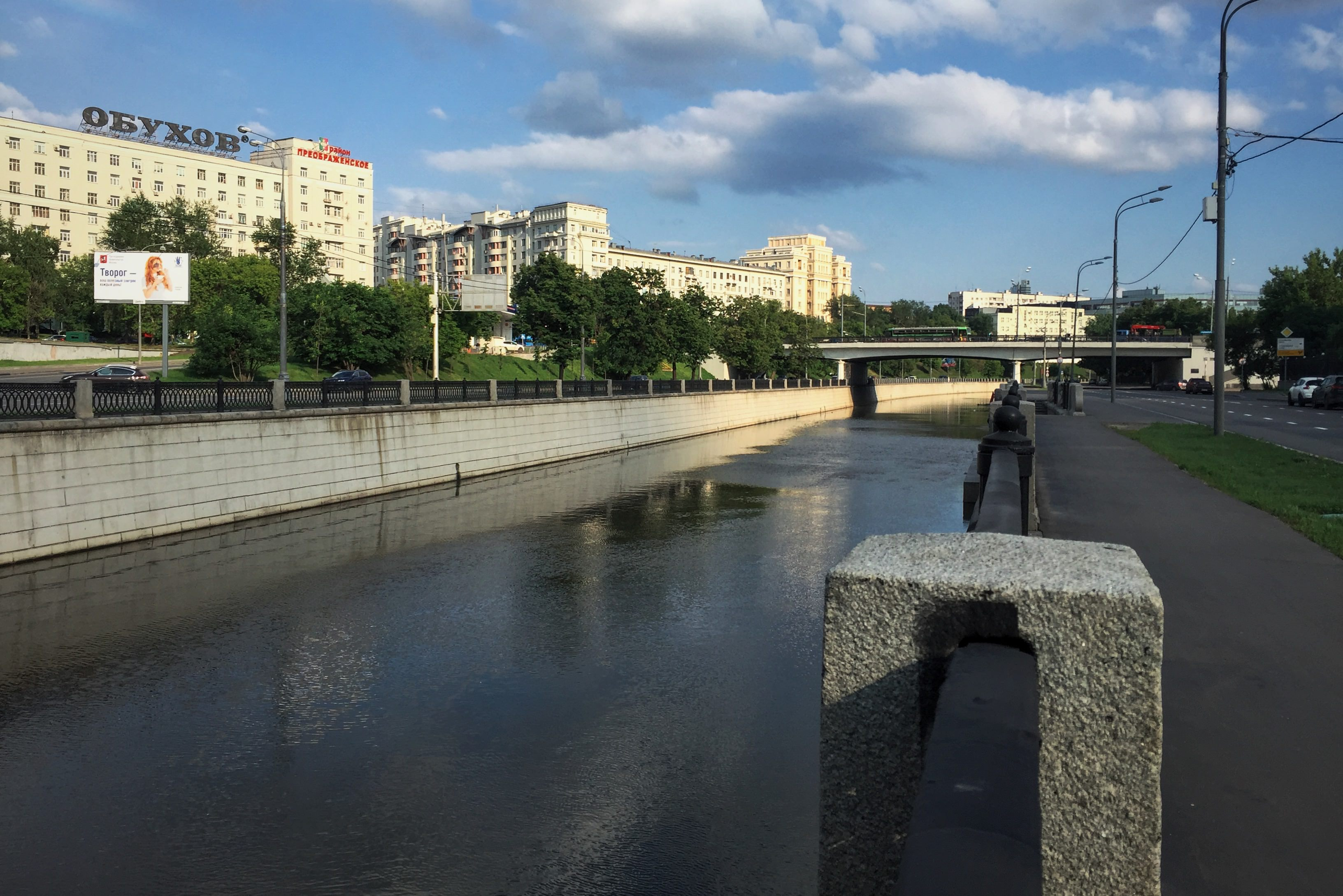
Набережная Ганнушкина (слева, за рекой)

Автомобильное движение — одностороннее; в сторону «из центра».
Нумерация домов состоит из одного дома.

## Здания и сооружения

### Мосты
Мосты через Яузу:
- Глебовский мост
- Преображенский метромост
- Матросский мост

### Здания
Все здания относятся к нечетной стороне. Всего один дом, № 1, в котором находится автозаправка.

## Транспорт

### Метро
- Станция метро «Преображенская площадь»

### Наземный транспорт
По набережной общественный транспорт ходит, но не останавливается. Ближайшая остановка «Потешная улица» автобуса 265. Улица доступна с транспорта, движущегося по Преображенской улице.
- Остановка «Преображенская площадь»:

Автобусы: 86, 86к, 171, 604, 716, т32, т41
Трамваи: 4, 7, 13